# Línea 2 del Metro de París
La línea 2 del metro de París es una de las dieciséis líneas que forman la red metropolitana de París. Une la estación de Porte Dauphine con la estación de Nation formando un semicirculo de oeste a este sobre el norte de la ciudad. 
Entró en funcionamiente en su totalidad en 1903. Ese mismo año, la estación de Couronnes fue escenario del peor accidente de la historia del metro parisino hasta la fecha. Fallecieron 84 personas. 
A lo largo de sus 16,5 km se reparten un total de 25 paradas que permiten acceder a zonas como Pigalle o el Sagrado Corazón. Con poco más de 100 millones de pasajeros anuales (datos del 2009) es la séptima línea por volumen de pasajeros.

## Historia

### Creación
La ley de 30 de marzo de 1898 que sirvió de base a la creación del Metro de París contempló inicialmente la apertura de seis líneas. Entre ellas se encontraba la línea B, un trazado circular que rodeaba la capital. Sin embargo, rápidamente se cayó en la cuenta de que esta línea abarcaba demasiado terreno como para ser explotada en solitario, por lo que se decidió dividirla en dos. Una para la parte norte, rebautizada como línea 2 Norte, y otra para la parte sur, que se denominó línea 2 Sur (la actual línea 6). 
La línea 2 Norte, aunque se empezó a construir en paralelo con la línea 1, no pudo estrenarse a la vez y se tuvo que esperar a diciembre de 1900 para poner en funcionamiento un primer tramo de apenas tres estaciones entre Porte Dauphine y Étoile. 

### El tramo aéreo
Sin mayores dificultades, las obras continuaron hasta Anvers donde surgieron los primeros problemas al tener que cruzar las vías férreas de las Compañías del Norte, del Este y el Canal Saint-Martin. La solución elegida se plasmó en una serie de viaductos que permitieron sortear los obstáculos encontrados hasta retomar el trazado subterráneo. Aunque más onerosa, los impulsores del proyecto no vieron con malos ojos que el metro saliera a la superficie en parte de su recorrido, ya que permitía disfrutar de la ciudad de otra forma. De hecho, esta solución se trasladó posteriormente a otras líneas de la red.
Solventado el problema, las obras pudieron continuar en dirección este, hasta llegar a Nation. El 31 de enero de 1903 se abrió el tramo Anvers-Bagnolet (hoy Alexandre Dumas) para rematar la línea en abril de ese mismo año. Algunas estaciones intermedias, aunque construidas en un tramo ya inaugurado, tuvieron también que esperar a esta última fecha para ser abiertas.

### La tragedia de Couronnes
El 10 de agosto de 1903, con la línea 2 inaugurada meses atrás, un incendio se declaró en uno de los trenes a causa de un cortocircuito en la estación de Barbès. Por suerte, el incendio pudo ser rápidamente controlado y los pasajeros evacuados. Para no bloquear la red, el convoy fue remolcado con premura por otro tren, que previamente se vació, hacia Nation, terminal de la línea. Sin embargo, a la altura de Ménilmontant el fuego se reactivó sin que los bomberos pudieran apagarlo. 
Al mismo tiempo, el tren siguiente que iba abarrotado, ya que además de sus viajeros transportaba los evacuados de los dos trenes anteriores, llegaba a Couronnes, estación anterior a Ménilmontant. Avisado el conductor de la reactivación del fuego, este no procedió a reiniciar la marcha, ordenando la evacuación de las cerca de 300 personas que transportaba. Mientras salían de la estación, uno de los viajeros mostró su preocupación por la devolución del billete que acababa de pagar. Su petición, juzgada procedente por más viajeros les llevó a volver sobre sus pasos para intentar obtener una respuesta del conductor del tren. Ante la incapacidad del mismo para resolver la duda planteada los ánimos se fueron alterando y las protestas se multiplicaron sobre el andén de la estación. 
Desgraciadamente, el humo del incendio del tren detenido en Ménilmontant no tardó en propagarse por la estación. En un acto reflejo los viajeros huyeron hacia el otro extremo del andén, alejándose de la única salida existente. Varias horas después, los bomberos encontrarían los cadáveres de 84 personas muertas por asfixia.

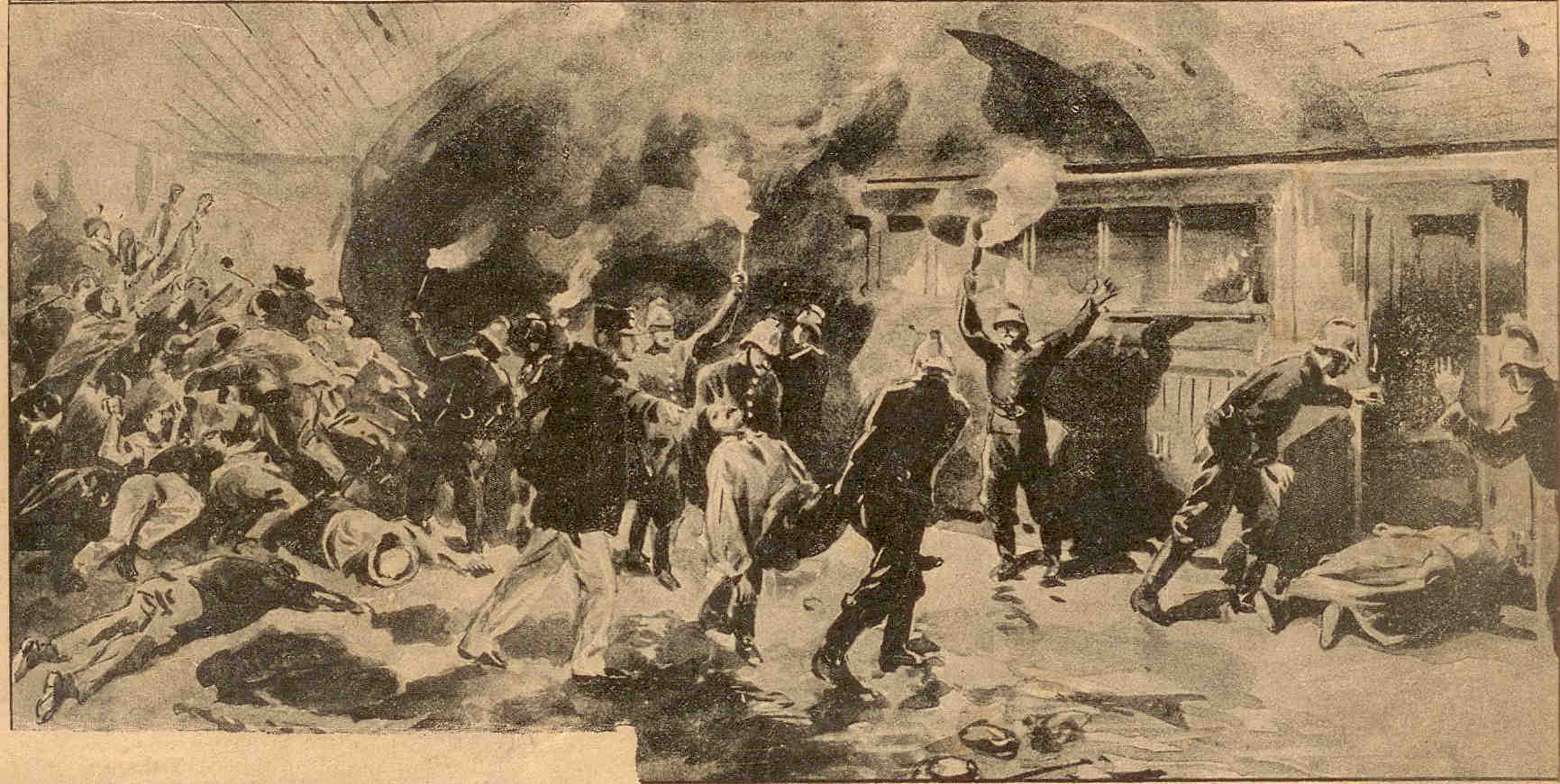
Ilustración de la época sobre la tragedia del incendio de 1903.

El incendio puso en tela de juicio la peligrosidad de unos trenes con carrocería de madera y con un sistema eléctrico poco seguro que se situaba por debajo del vagón. Esto llevó a la progresiva sustitución del material existente en favor de trenes metálicos como los Sprague-Thomson. Además, se decidió señalizar más eficazmente las salidas de las estaciones y se dotó de iluminación a los túneles. Se optó también por crear dos sistemas eléctricos diferenciados, uno para los trenes y otro para las estaciones, evitando así dejar a oscuras las estaciones en caso de corte de luz en las vías. Estos sistemas eléctricos también se mejoraron creando tramos, de tal forma que cualquier corte no afectara a toda la línea. Por último se instalaron fusibles en los elementos de tracción para prevenir posibles problemas.

### Evolución
En 1907, la línea 2 Norte pasó a tener su denominación actual llamándose simplemente línea 2. 
Durante la Primera Guerra Mundial, las líneas con tramos aéreos, se vieron obligadas a adoptar medidas de seguridad adicionales, debido a que su iluminación las convertía en un blanco fácil. Por ello se decidió modificar ese aspecto para que fueran menos visibles, sin embargo el uso de lámparas azules daban a los trenes, especialmente en los túneles, un aspecto siniestro que generó múltiples quejas ya no solo de los viajeros sino también de los propios trabajadores del metro. Para evitarlo se realizaron cambios eléctricos que combinaban lámparas de color azul con otras de color blanco. 
Sin más cambios notables a lo largo de su historia, en la década de los años 70 se procedió a la modernización de la línea, y se sustituyeron los antiguos trenes Sprague-Thomson por los nuevos MF 67. En 2006, esas mismas unidades dieron paso a las MF 01. 

## Trazado

### Estaciones
|  |   |  | estaciones                 | municipio                                                 | correspondencia                                        |
|  | - |  | -------------------------- | --------------------------------------------------------- | ------------------------------------------------------ |
|  | o |  | Porte Dauphine             | XVI Distrito                                              |                                                        |
|  | o |  | Victor Hugo                | XVI Distrito                                              |                                                        |
|  | o |  | Charles de Gaulle - Étoile | VIII Distrito, XVI Distrito, XVII Distrito                |                                                        |
|  | o |  | Ternes                     | VIII Distrito, XVII Distrito                              |                                                        |
|  | o |  | Courcelles                 | VIII Distrito, XVII Distrito                              |                                                        |
|  | o |  | Monceau                    | VIII Distrito, XVII Distrito                              |                                                        |
|  | o |  | Villiers                   | VIII Distrito, XVII Distrito                              |                                                        |
|  | o |  | Rome                       | VIII Distrito, XVII Distrito                              |                                                        |
|  | o |  | Place de Clichy            | VIII Distrito, IX Distrito, XVII Distrito, XVIII Distrito |                                                        |
|  | o |  | Blanche                    | IX Distrito, XVIII Distrito                               |                                                        |
|  | o |  | Pigalle                    | IX Distrito, XVIII Distrito                               |                                                        |
|  | o |  | Anvers                     | IX Distrito, XVIII Distrito                               | (Funicular de Montmartre)                              |
|  | o |  | Barbès - Rochechouart      | IX Distrito, X Distrito, XVIII Distrito                   |                                                        |
|  | o |  | La Chapelle                | X Distrito, XVIII Distrito                                | (Gare du Nord) Alta Francia París Norte grandes líneas |
|  | o |  | Stalingrad                 | X Distrito, XIX Distrito                                  |                                                        |
|  | o |  | Jaurès                     | X Distrito, XIX Distrito                                  |                                                        |
|  | o |  | Colonel Fabien             | X Distrito, XIX Distrito                                  |                                                        |
|  | o |  | Belleville                 | X Distrito, XI Distrito, XIX Distrito, XX Distrito        |                                                        |
|  | o |  | Couronnes                  | XI Distrito, XX Distrito                                  |                                                        |
|  | o |  | Ménilmontant               | XI Distrito, XX Distrito                                  |                                                        |
|  | o |  | Père Lachaise              | XI Distrito, XX Distrito                                  |                                                        |
|  | o |  | Philippe Auguste           | XI Distrito, XX Distrito                                  |                                                        |
|  | o |  | Alexandre Dumas            | XI Distrito, XX Distrito                                  |                                                        |
|  | o |  | Avron                      | XI Distrito, XX Distrito                                  |                                                        |
|  | o |  | Nation                     | XI Distrito, XII Distrito                                 |                                                        |

### Recorrido

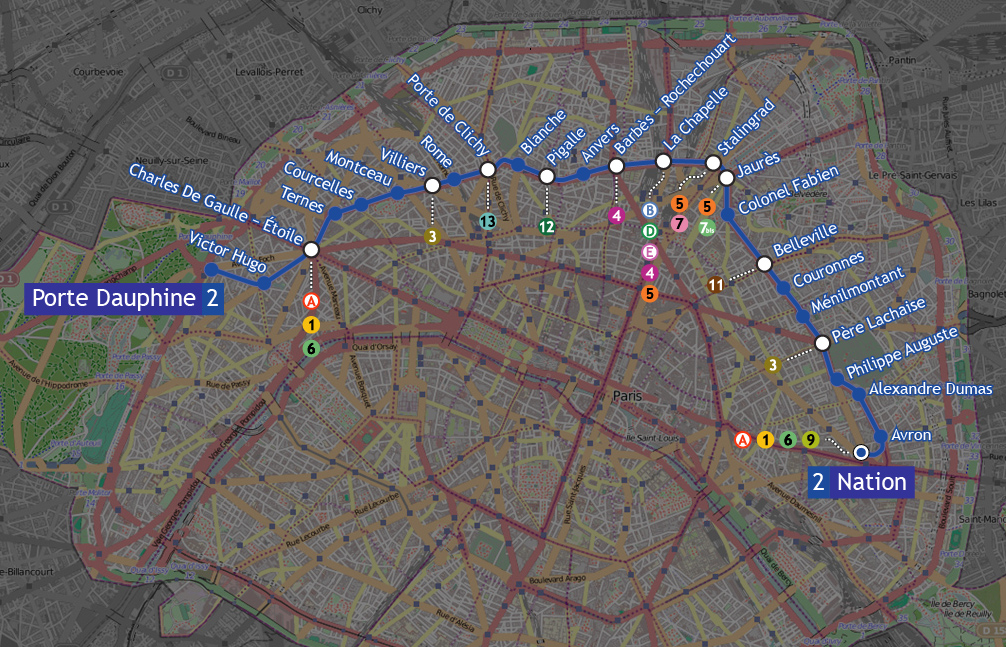
Recorrido exacto de la línea

La línea 2 es uno de los ejes oeste-este del metropolitano parisino. Tiene 24 paradas y no ha sufrido ninguna modificación notable en sus más de cien años de vida, algo poco habitual en una red acostumbrada a ampliaciones y reordenaciones diversas. Un 20 % de su recorrido es aéreo, donde hay cuatro estaciones. 
El recorrido se inicia en Porte Dauphine para ascender por una rampa de 34,5‰ a la estación de Victor Hugo. En este punto del recorrido se da uno de los escasos cambios en la línea ya que esta estación fue desplazada ligeramente hacia delante para colocarla en una recta, fuera de la curva en la que inicialmente se encontraba. Tras el tramo entre estaciones más largo (893,4 m) el trazado alcanza Charles de Gaulle - Étoile donde confluyen la línea 1, la línea 6 y la línea A del RER. 
Con una trayectoria este ligeramente orientada al norte, la línea prosigue recorriendo de forma subterránea los distritos VIII, XVII, IX y XVIII hasta llegar a los pies de la basílica del Sagrado Corazón, accesible desde la estación de Anvers, y desde la cual se puede usar un funicular para ascender a la colina de Montmartre. Después de la estación de Anvers se inicia el tramo sobre viaductos, del que forman parte las estaciones de Barbès - Rochechouart, La Chapelle, Stalingrad y Jaurès. Tras esta última, la línea regresa bajo tierra y cambia su orientación a sureste, para poder alcanzar su terminal en Nation, tras cruzar el barrio de Belleville y bordear el cementerio de Père-Lachaise.

### Cambios de nombre
A lo largo de su larga historia diversas estaciones de la línea han cambiado de nombre. Algunas incluso lo han hecho varias veces.
- 1907. Boulevard Barbès pasó a llamarse Barbès - Rochechouart.
- 1914. La Primera Guerra Mundial hizo que Rue d'Allemagne cambiara su nombre a Jaurès.
- 1942. Aubervilliers pasó a llamarse Aubervilliers - Boulevard de la Villette y poco después  Stalingrad (1946). En este caso por la Segunda Guerra Mundial.
- 1945. Combat pasó a llamarse  Colonel Fabien.
- 1970. Étoile pasó a llamarse Charles de Gaulle - Étoile.
- 1970. Bagnolet pasó a llamarse Alexandre Dumas.
- 1998. Anvers vio su nombre completado con la mención Sacré Coeur dada su cercanías al templo religioso.

### Estaciones singulares o temáticas
Tres son las estaciones de las líneas en destacar por algún aspecto.
- Jaurès, una de las estaciones aéreas de la línea está decorada con vidrieras que recuerdan los acontecimientos de la toma de la Bastilla.

- Porte Dauphine fue una de las primeras estaciones de la red y gracias a ello aún conserva parte de su diseño original con ladrillos barnizados de color crema que formaba parte de la decoración experimental probada en 1900 que luego se descartó para dar lugar al famoso azulejo blanco biselado. Fuera, y como acceso a la estación también conserva el acceso creado por Hector Guimard.

- Victor Hugo debe su particularidad al hecho de que fue desplazada para no estar en medio de una pronunciada curva. Por ello, en vez de una estación de Victor Hugo hay dos, la antigua que carece de uso y la nueva, en recta. Ambas son perfectamente visibles.

### Enlaces con otras líneas
La línea enlaza o ha enlazado con las siguientes líneas:
- Con las líneas 4 y 5: a la entrada de Anvers en dirección Nation, en talón.
- Con las líneas 1 y 9: en el bucle de retorno al oeste de Nation y en el extremo de la vía de aparcamiento para conectar con la línea 1.
- Existe un antiguo enlace con la línea 1 entre Charles de Gaulle - Étoile y Victor Hugo cuya vía ha sido desmantelada. Se usó cuando se abrió al público el primer tramo de esta línea.

## Explotación

### Material móvil

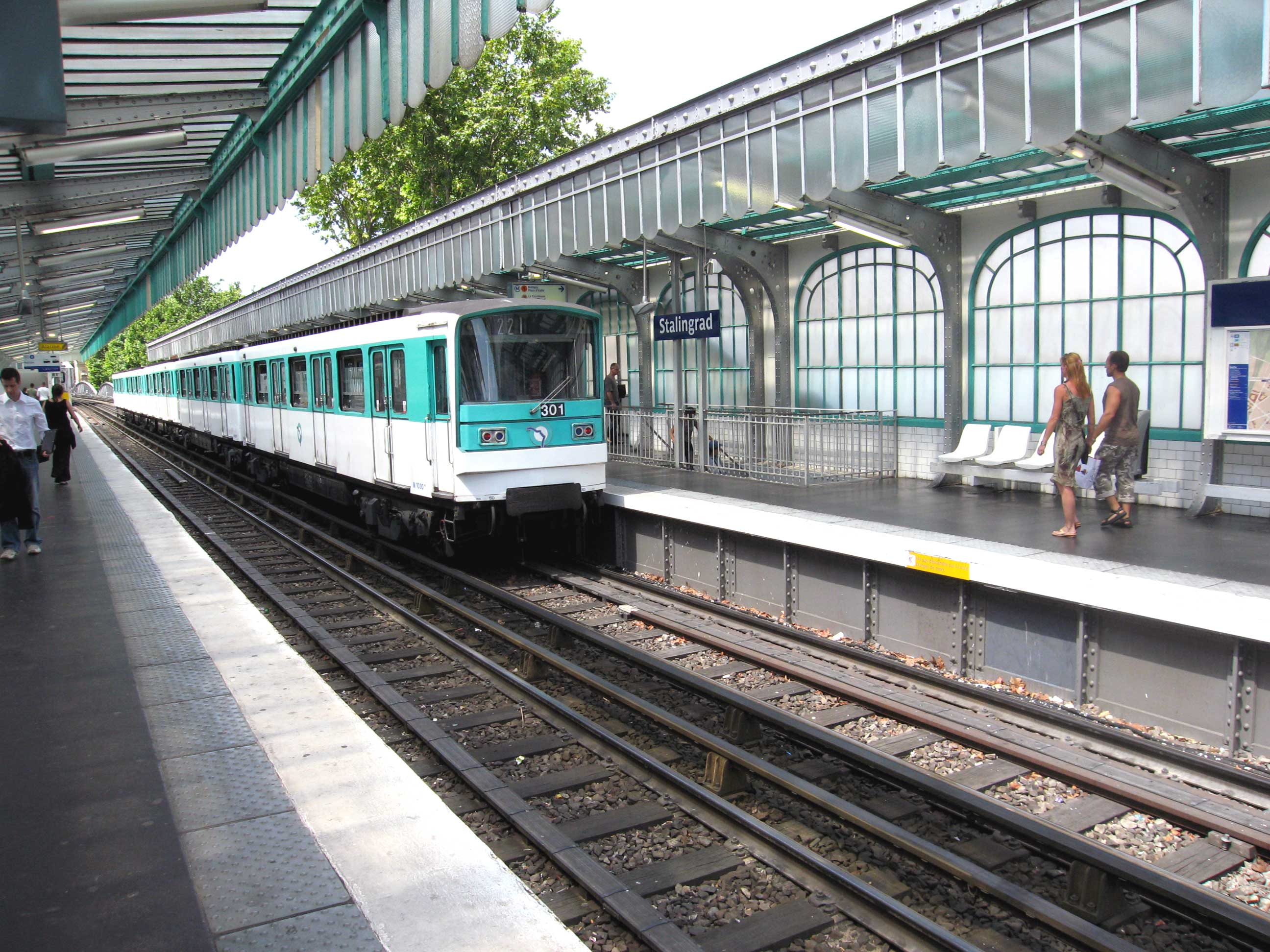
Estación descubierta de Stalingrad y unidad MF67

1900-1904: unidades con dos coches motores en cada extremo (novedad en aquella época) porque los terminales intermedios no tienen bucle de retorno.
En el momento presente la línea se explota con unidades MF67.
El 20 de diciembre de 2006, el tren modelo MF-01 (MF-2000) preserie entra en servicio en la línea 2 con conducción manual.

### Talleres y cocheras
El material rodante de la línea 2 se mantiene en las cocheras de Charonne, compartidos con la línea 1 al principio. Está unidos mediante la vía de aparcamiento al este de Nation y también enlaza por esta vía con la línea 1 al oeste de Porte de Vincennes.

## Interés turístico
- Estaciones al aire libre: vistas de los barrios que atraviesa la línea.
- Barrios turísticos a los que da servicio:

1. Arco de triunfo.
2. Parque Monceau.
3. Blanche: cabaret Moulin Rouge.
4. Montmartre y la basílica Sacré-Cœur.
5. Barbès: comercios de importación.
6. Belleville.
7. Cementerio Père-Lachaise.